# Borlänge Tidning
Borlänge Tidning (BT) är en sjudagarstidning inom medieföretaget Bonnier News Local. Tidningen har spridning i Borlänge, Hedemora och Säter. 
Borlänge Tidning grundades 1885 av Axel Fredrik Lidman och hade 2005 en upplaga på 15 600 exemplar. Borlänge Tidning ingår i dag i Bonnier News Local.
Borlänge Tidning ingick tidigare i Dalarnas Tidningar, där titlarna Södra Dalarnes Tidning, Nya Ludvika Tidning, Falu-Kuriren och Mora Tidning också ingick. Dalarnas Tidningar var under åren 2007–2019 en del av Mittmedia. Bonnier News Local och norska Amedia köpte MIttmedia 2019 och under 2020 organiserade de nya ägarna om strukturen i företaget och flera av titlarna, i bland annat Dalarna och Hälsingland, som tidigare haft en chefredaktör för titlarna i respektive landskap, fick nu lokala chefredaktörer med ansvarigt utgivarskap. 
Tidningen startade som endagarstidning fredagar till 1894. 1894–1915 blev den tvådagars onsdag och lördag. Från 1915 till 1943 var den tredagarstidning tisdag, torsdag och lördag och först 1944 blev den daglig 6 dagar i veckan.
Förlag hette 1900–1979 Dalarnes Tidnings- och Boktryckeri AB i Borlänge. 1979–1990 Dalarnes tidnings- & boktryckeriaktiebolag. 1990 blev företaget AB Dalarnas tidningar i Falun. 1999–2006 blev bolaget Dalarnas tidningar kommanditbolaget i Falun. 

## Tryckeri
Offset från 1973,
| Period                 | Tryckeri                                               | Ort       | Kommentar                                                               |
| 1900-01-03--1900-10-24 | Axel Lidmans boktryckeri                               | Hedemora  |                                                                         |
| 1900-10-27--1987-05-19 | Dalarnes tidnings- och boktryckeriaktiebolags tryckeri | Borlänge  | Under typografkonfliken 1919-07-15--08-19 trycktes tidningen i Hedemora |
| 1987-05-20--1989-01-16 | Dalarnas tidningar aktiebolag                          | Borlänge  |                                                                         |
| 1989-01-17--2000-12-31 | Dalarnas tidningar aktiebolag                          | Falun     |                                                                         |
| 1999-12-23--2002-12-31 | Interprint                                             | Stockholm | bilagan TV-Magasinet                                                    |
| 2001-01-01--2006-12-31 | Dalarnas tidningar kommanditbolaget                    | Falun     |                                                                         |
| 2007-01-01--2014-12-31 | Dalarnas tidningar aktiebolag                          | Falun     |                                                                         |
| 2015-01-01--           | Bold Printing Mitt                                     | Falun     | Fram till 2018 hette bolaget Mittmedia Print AB                         |

## Redaktion
Readaktionen satt i början i Hedemora men redan 1900 blev Borlänge redaktionsort och har så förblivit.
| Period                 | Ansvarig utgivare                       | Period                 | Redaktör                                  |
| 1885-07-20--1934-05-23 | Lidman, Axel Fredrik boktryckare        |                        |                                           |
| 1934-05-24--1934-08-17 | Lidman, Jenny Amalia                    |                        |                                           |
| 1934-08-24--1937-10-26 | Hartman, Carl Henrik Eugén härads hövd. |                        |                                           |
| 1937-10-27--1941-05-31 | Lidman, Carl Fredrik Jacob redaktör     |                        |                                           |
| 1941-06-01--1941-06-01 | Lidman, Carl Fredrik Jacob              |                        |                                           |
| 1955-10-24--1955-10-24 | Söderström, Charles Petrus Axel         |                        |                                           |
| 1965-07-20--1965-07-20 | Bengtsson, Sten Bengt                   |                        |                                           |
| 1984-10-10--1984-10-10 | Nordin, Sten                            |                        |                                           |
| 1983-04-06--1983-04-06 | Pettersson, Torsten Hjalmar Ernfrid     | 1900-01-03--1900-10-24 | Ingen uppgift                             |
| 1990-02-01--1990-02-01 | Sigerud, Kjell Arne                     | 1900-10-27--1934-05-24 | Lidman, Axel från 1916-10-03 chefredaktör |
| 1993-04-15--1993-04-15 | Bengtsson, Lennart Bo                   | 1900-10-27--1916-09-30 | Carlsson, Johan                           |
| 1994-02-25--1994-02-25 | Grus, Olof Krister                      | 1934-05-26--1934-08-23 | Lidman, Jennie (i redaktionen)            |
| 1996-10-01--2001-04-04 | Gruhs, Christer                         | 1934-05-26--1934-08-30 | Bernholm, Joel ( i redaktionen)           |
| 2001-04-05--2001-04-06 | Wirén, Eva                              | 1934-05-26--1934-08-30 | Ljunggren, E (i redaktionen)              |
| 2001-04-07--2001-07-16 | Svensson, Conny                         | 1934-09-01--1965-07-16 | Lidman, Carl                              |
| 2001-07-17--2004-08-16 | Gruhs, Christer                         | 1965-07-17--1993-04-14 | Bengtsson, Sten                           |
| 2004-08-17--2004-08-19 | Jonsson, Conny                          | 1993-04-15--1993-11-16 | Sigerud, Kjell adm. chefredaktör          |
| 2004-08-20--2005-02-28 | Fagerström, Pär                         | 1993-11-17--1994-04-05 | ingen uppgift                             |
| 2005-03-01--2005-06-30 | Jonsson, Anders                         | 1994-04-06--2004-08-16 | Gruhs, Christer                           |
| 2005-07-01--2010-09-30 | Fagerström, Pär                         | 2004-08-17--2005-01-19 | Wirén, Ewa red chef                       |
| 2010-10-01--2014-09-30 | Wirén, Eva                              | 2005-01-20--2005-06-30 | Jonsson, Anders                           |
| 2014-10-01--2018-05-24 | Bergman, Carl-Johan                     | 2005-07-01--2014-09-30 | Wirén, Ewa red chef                       |
| 2018-05-25--2018-06-26 | Nyholm, Erik                            | 2014-10-01--2018-06-26 | Bergman, Carl-Johan chefredaktör          |
| 2018-06-27--2020-10-30 | Nyman, Helena                           | 2018-06-27--2020-06-23 | Nyman, Helena                             |
| 2020-06-24--           | Nyholm, Erik                            |                        | Erik Nyholm, chefredaktör                 |